# Arganthomyza disjuncta
Arganthomyza disjuncta is een vliegensoort uit de familie van de Anthomyzidae. De wetenschappelijke naam van de soort werd voor het eerst geldig gepubliceerd in 2013 door Roháček en Barber.